# برایان گارفیلد
برایان گارفیلد (انگلیسی: Brian Garfield؛ زادهٔ ۲۴ آوریل ۱۹۳۹؛ درگذشتهٔ ۲۹ دسامبر ۲۰۱۸) نویسنده اهل ایالات متحده آمریکا بود. مشهورترین اثرش رمان آرزوی مرگ است.